# Andrzej Wójcik (piłkarz)
Andrzej Wójcik (ur. 23 kwietnia 1963 w Wałbrzychu) – polski piłkarz grający na pozycji napastnika, trener.

## Kariera piłkarska
Andrzej Wójcik karierę piłkarską rozpoczął w Górniku Wałbrzych, w którym występował do 1988 roku, grając w 116 meczach i strzelając 1 gola w ekstraklasie. Następnie przeszedł do Zagłębia Lubin, z którym w sezonie 1990/1991 sięgnął po mistrzostwo Polski. Z Miedziowych odszedł w 1992 roku po rozegraniu 104 meczów i strzeleniu 5 goli. Łącznie w ekstraklasie rozegrał 220 meczów i strzelił 6 goli.
Następnie w 1993 roku wyjechał do Austrii grać w Wiener SC, gdzie występował do 1994 roku. W Bundeslidze austriackiej rozegrał 33 mecze i strzelił 1 gola. Potem został zawodnikiem niemieckiego 1. FC Magdeburg, gdzie w 1999 roku po raz pierwszy zakończył piłkarską karierę.
Jednak w 2004 roku wznowił karierę w TSG Calbe, w którym grał do 2006 roku. Następnie wrócił do Polski grać przez dwa lata w Odrze Chobienia. W 2009 roku wrócił do Niemiec grać w SG Gnadau, a w 2010 roku wrócił do kraju grać w Victorii Parchów, gdzie w 2013 roku ostatecznie zakończył karierę piłkarską.

## Kariera trenerska
Andrzej Wójcik karierę trenerską rozpoczął w 2004 roku w roli grającego trenera TSG Calbe. W 2006 roku przez krótki czas był asystentem trenera drużyny 1. FC Magdeburg U-19. Następnie w latach 2007–2008 był trenerem drużyny Młodej Ekstraklasy, Zagłębia Lubin, gdzie wcześniej był asystentem Andrzeja Fedoruka, a później przez rok prowadził rezerwy 1. FC Magdeburg.
Później w latach 2010–2012 był grającym trenerem Victorii Parchów, a w latach 2012–2013 Stali Chocianów, a od 2013 roku ponownie prowadzi Victorię Parchów.

## Sukcesy piłkarskie

### Zagłębie Lubin
- Mistrz Polski: 1991

## Życie prywatne
Andrzej Wójcik jest ojcem Damiana – również piłkarza.